# Joaquín Rocamora
Joaquín Jaime Rocamora Cases (Orihuela, 7 de noviembre de 1985) es un entrenador español de balonmano, técnico del Atticgo BM Elche en la Liga Guerreras Iberdrola y seleccionador júnior femenino de la Federación Española.

## Trayectoria

### Clubes
Rocamora relevó a Jose Ignacio Prades en el banquillo franjiverde en enero de 2016, cuando el equipo peleaba por evitar el descenso. Bajo su dirección el Elche conquistó la Copa de la Reina (2021), la Supercopa de España (2021) y la EHF European Cup (2024), además de ser subcampeón liguero hasta en 4 ocasiones y alcanzar la fase de grupos de la European League.

#### Trayectoria de clubes
- 2016 – presente:  Club Balonmano Elche

### Selección
Desde 2023 dirige a las Guerreras Júnior, con las que logró el oro en el W19 EHF Championship 2023 —competición que devolvió a España a la élite continental— y la plata en el Europeo Júnior 2025 disputado en Podgorica.

## Premios y títulos

### Con la selección
- 1 x Medalla de Plata en el Campeonato de Europa Júnior (2025)[10]
- 1 x Medalla de Oro en el EHF Championship Júnior (2023)[11]

### Con sus clubes
- 1 x EHF European Cup (2023-24)
- 1 x Copa de la Reina (2021)
- 1 x Supercopa de España (2021)

## Vida personal
Docente de formación, abandonó la enseñanza para dedicarse por completo al alto rendimiento deportivo, decisión que él mismo considera «una apuesta personal» y que vincula a su desarrollo en Elche. Está casado con la exjugadora española María Flores.